# Деспотизм
Деспоти́зм, або деспоті́я — форма держави, при якій вся повнота влади, не обмеженої законом, належить одному володарю — монарху, тирану або необмеженому диктатору. Володар самодержавно розпоряджається владою в країні, виступаючи по відношенню до підданих як пан і господар. Деспотія відзначається повним свавіллям влади, безправ'ям підданих.
|                              | Деспотію східна (азійська) (від грец. despoteia — необмежена влада) — особлива форма монархії, що склалася на Стародавньому Сході. Д. с. притаманні необмежена влада монарха, освячення її релігією, централізована система управління економікою. «Класичним» виявом Д. с. був політичний устрій Стародавнього Єгипту, особливо у III тисячолітті до н. е. |
| — О. Крижанівський[джерело?] | |

Починаючи з кінця XVIII століття термін «деспотизм» у західноєвропейських мовах асоціювався з тиранією. Як назва форми правління, з необмеженою владою термін «деспотизм» злився за змістом, або ж був витіснений такими словами, як абсолютизм, диктаторство (у його сучасному бонапартистському значенні) та тоталітаризм. Однак упродовж двох тисячоліть деспотія і тиранія були двома різними формами правління з тотальним політичним пануванням однієї особи над підлеглими їй людьми. Сьогодні обидва терміни стали синонімами з розмитим значенням, що позначають спосіб управління на основі примусу і свавілля, несумісний із політичною свободою, конституційним правлінням та принципом верховенства права.

## В XX ст
В двадцятому столітті прикладом необмеженої деспотії в Європі і Азії вважається влада Сталіна в СРСР (до 1953 р.), а також влада інших вождів в політично недорозвинених країнах Азії та Африки.